# Брюзер Броуди
Фрэнк Дональд Гудиш (англ. Frank Donald Goodish, 18 июня 1946, Детройт, Мичиган — 17 июля 1988, Баямон, Пуэрто-Рико) — американский рестлер, получивший наибольшую известность под именем Брю́зер Бро́уди (англ. Bruiser Brody). Он также выступал под именами Кинг-Конг Броуди, Мародер в маске и Рэд Ривер Джек. С годами Броуди стал синонимом жесткого стиля в рестлинге, в котором часто один или несколько участников истекали кровью к моменту окончания матча. В период своего расцвета он работал в Северной Америке как рестлер «особого типа», выступая в различных организациях, таких как World Class Championship Wrestling (WCCW), World Wide Wrestling Federation (WWWF), Central States Wrestling (CSW), Championship Wrestling from Florida (CWF), American Wrestling Association (AWA) и других. Он регулярно работал в Японии в All Japan Pro Wrestling (AJPW).
За кулисами Броуди очень бережно относился к своему имиджу, почти никогда не соглашался проигрывать матчи и заработал репутацию непостоянного человека; иногда он намеренно наносил удары или травмы противникам во время матча, что противоречило заранее предопределенной природе рестлинга. Его работа на ринге и образ обеспечили ему включение в Зал славы рестлинга, Зал славы рестлинга Сент-Луиса, Зал славы южного рестлинга, Зал славы Wrestling Observer Newsletter и Зал славы WWE.
Броуди умер в 1988 году от ножевых ранений, полученных за кулисами в душе во время рестлинг-мероприятия в Пуэрто-Рико. Убийцей был Хосе Гонзалес, более известный как Захватчик I. Присяжные оправдали Гонзалеса в убийстве, постановив, что Гонзалес убил Броуди в целях самообороны. Ключевые свидетели убийства не дали показаний на суде над Гонсалесом, поскольку их повестки были получены только после завершения процесса.

## Личная жизнь
До начала своей карьеры в рестлинге Гудиш работал спортивным журналистом в Сан-Антонио, Техас. Гудиш женился 4 июня 1968 года на Ноле Мари Нис; брак закончился разводом 12 октября 1970 года. Вторая жена Гудиша, новозеландка Барбара Смит, оставалась с ним до его смерти в 1988 году. Она заявила, что в то время как его рестлинг-персона была известна своей жестокостью и неуправляемостью, Броуди в семье был полной противоположностью. Броуди и Смит жили в Техасе. Вместе у них был сын Джеффри Дин, родившийся 7 ноября 1980 года.

## Убийство
16 июля 1988 года Броуди находился в раздевалке перед запланированным матчем с Дэном Спайви на стадионе Хуана Рамона Лубриэля в Баямоне (город недалеко от Сан-Хуана, Пуэрто-Рико), когда Хосе Уэртас Гонсалес, коллега рестлера и букер, якобы попросил его выйти в душевую, чтобы обсудить дела. Между двумя рестлерами произошел спор и завязалась потасовка. Из-за особенностей конструкции раздевалки свидетелей ссоры не было. Однако раздались два крика, достаточно громкие, чтобы их услышала вся раздевалка. Тони Атлас подбежал к душевой и увидел, что Броуди наклонился и держится за живот. Затем Атлас посмотрел на Гонсалеса и увидел у него в руках нож.
Из-за интенсивного движения на улице и большого скопления людей на стадионе парамедикам потребовалось около часа, чтобы добраться до Броуди. Когда парамедики прибыли, Атлас помог перенести Броуди вниз по лестнице в ожидавшую его машину скорой помощи, так как из-за размеров Броуди парамедики не могли его поднять. Позже он умер от полученных ножевых ранений. Гонсалес заявил о самообороне и дал показания в свою защиту. В 1989 году он был оправдан за убийство. Свидетели обвинения, проживающие за пределами Пуэрто-Рико, не явились, заявив, что они получили повестку только после окончания судебного процесса.
Друзья-рестлеры Датч Мантел и Тони Атлас заявили, что в 1970-х годах, когда Броуди и Гонсалес боролись друг с другом, Броуди боролся очень грубо и избивал Гонсалеса. Эс Ди Джонс утверждает, что после одного такого матча Гонсалес сказал ему: «Однажды я убью этого человека».
В апреле 2019 года о смерти Броуди рассказали в программе VICE «Темная сторона ринга» (сезон 1, эпизод 3), в которую вошли интервью с Датчем Мантелом, Тони Атласом и Абдуллой Мясником.

## Титулы и достижения
- All Japan Pro Wrestling
  - Международный чемпион NWA в тяжелом весе (3 раза)[8]
  - Командный чемпион мира PWF (1 раз) — со Стэном Хэнсеном
  - Лига сильнейших команд мира (1981) — с Джимми Снукой
  - Лига сильнейших команд мира (1983) — со Стэном Хэнсеном
  - January 3 Korakuen Hall Heavyweight Battle Royal (1979)[9]
  - Champion Carnival Fighting Spirit Award (1981)[10]
  - World’s Strongest Tag Determined League Exciting Award (1982) — со Стэном Хэнсеном[11]
- Cauliflower Alley Club
  - Награда посмертно (2015)[12]
- Central States Wrestling
  - NWA Central States Heavyweight Championship (1 раз)[13]
  - NWA Central States Tag Team Championship (1 раз) — с Эрни Лэддом[14]
- Championship Wrestling from Florida
  - Чемпион Флориды NWA в тяжёлом весе (1 раз)[15]
- George Tragos/Lou Thesz Professional Wrestling Hall of Fame
  - Премия имени Фрэнка Готча (2018)[16]
- National Wrestling Federation
  - Международный чемпион NWF (1 раз)[17]
- NWA Big Time Wrestling/World Class Wrestling Association
  - Американский чемпион NWA в тяжёлом весе (4 раза)[18][19]
  - Американский командный чемпион NWA (3 раза) — с Керри фон Эрихом[20][21]
  - Чемпион Brass Knuckles NWA (Техас) (8 раз)[22][23]
  - Чемпион Техаса NWA в тяжёлом весе (1 раз)[24][25]
  - Командный чемпион Техаса NWA (3 раза) — с Майком Йорком (1), Джино Эрнандесом (1) и Керри фон Эрихом (1)[26][27]
  - Телевизионный чемпион WCWA (1 раз)[28][29]
- NWA Tri-State
  - NWA United States Tag Team Championship (Tri-State) (2 раза) — со Стэном Хэнсеном[30]
- Зал славы и музей рестлинга
  - С 2014 года[31]
- Pro Wrestling Illustrated
  - Награда редактора (1988) вместе с Адрианом Адонисом[32]
- Southwest Championship Wrestling
  - SCW Southwest Brass Knuckles Championship (1 раз)[33]
  - SCW World Tag Team Championship (1 раз) — с Диком Слейтером[34]
- St. Louis Wrestling Hall of Fame
  - С 2007 года
- Southern Wrestling Hall of Fame
  - С 2013 года
- Tokyo Sports
  - Награда за жизненные достижения (1988)
- Western States Sports
  - NWA Western States Heavyweight Championship (1 раз)[35]
- World Championship Wrestling (Австралия)
  - World Brass Knuckles Championship (1 раз)[36]
- World Wrestling Association
  - WWA World Heavyweight Championship (1 раз)[37]
- WWE
  - Зал славы WWE (2019) Категория «Наследие»
- Wrestling Observer Newsletter
  - Лучший броулер (1980—1984, 1987, 1988)
  - Зал славы Wrestling Observer Newsletter (1996)